# Ahmed al-Ghamdi
Ahmed Salah al-Ghamdi (en arabe : احمد الغامدي, aussi traduit Alghamdi) (2 juillet 1979 – 11 septembre 2001) a été identifié par le FBI comme l'un des pirates de l'air du vol United Airlines 175 qui prit part à l'attaque terroriste du 11 septembre 2001.

## Présentation
Al-Ghamdi était originaire de la province isolée et peu développée de al Bahah en Arabie saoudite, il appartenait à la même tribu que les  pirates de l'air Saeed al-Ghamdi, Hamza al-Ghamdi, et Ahmed al-Haznawi. Ce groupe a été identifié comme l'un des plus religieux du groupe des terroristes du 11 septembre.
Al-Ghamdi quitta ses études pour aller combattre en Tchétchénie contre les Russes en 2000 et  reçut un visa d'entrée aux États-Unis la même année. En novembre il prit un vol séparé avec Salem al-Hazmi pour Beyrouth, Al-Ghamdi prit le même vol qu'un membre du Hezbollah bien que la commission du 11 septembre ne put déterminer le nom de ce dernier. Sa famille déclare l'avoir vu pour la dernière fois en décembre 2000.
En mars 2001, al-Ghamdi rencontre un Jordanien connu pour avoir fourni pas moins de cinquante fausses identités à des illégaux. Les pirates de l'air Majed Moqed, Hani Hanjour, et  Nawaf Alhazmi sont soupçonnés d'après le FBI et la commission du 11 septembre de l'avoir également rencontré en même temps et cela un peu plus d'un mois avant l'arrivée de al-Ghamdi aux États-Unis.
Le 2 mai 2001, al-Ghamdi arrive aux États-Unis avec son compagnon d'armes Moqued, tous deux sont porteurs d'un visa étudiant. Étrangement il déclara l'adresse de la station aéronautique de Pensacola en Floride sur son permis de conduire. Il se dirige alors avec Moqed, Hani Hanjour et Nawaf-al-Hazmi à Falls Church en Virginie  tous les quatre déménageront dans un appartement à Paterson dans le New Jersey, il appellera ses parents en juillet 2001 sans mentionner le fait qu'il se trouve aux États-Unis.
Hamza al-Ghamdi achète un billet d'avion pour son frère Ahmed, pour le vol United Airlines 175 le 29 août 2001 après avoir acheté le sien. Hamza et Ahmed séjournent au Charles Hôtel à Cambridge Mass le 8 septembre, ensuite ils payent leurs notes et se dirigent au Days Hôtel sur la Soldiers Field Road à Brighton Mass, ils y resteront jusqu'à l'attaque.

### Attentats du 11 septembre 2001
Le 11 septembre, il embarqua à bord du vol United Airlines 175 et s'assit en siège 9D. Une demi-heure après le décollage, il participa au détournement de l'avion, en repoussant les passagers à l'arrière de l'appareil. Marwan al-Shehhi prit les commandes de l'avion qui s'écrasa contre la tour sud du World Trade Center à 9 h 03.